# Kalpetta
Kalpetta là một thành phố và khu đô thị của quận Wayanad thuộc bang Kerala, Ấn Độ.

## Nhân khẩu
Theo điều tra dân số năm 2001 của Ấn Độ, Kalpetta có dân số 29.602 người. Phái nam chiếm 50% tổng số dân và phái nữ chiếm 50%. Kalpetta có tỷ lệ 77% biết đọc biết viết, cao hơn tỷ lệ trung bình toàn quốc là 59,5%: tỷ lệ cho phái nam là 81%, và tỷ lệ cho phái nữ là 73%. Tại Kalpetta, 12% dân số nhỏ hơn 6 tuổi.